# Мойес, Патрисия
Патрисия Мойес (англ. Patricia Moyes; 19 января 1923, Дублин, Ирландия — 2 августа 2000, Верджин-Горда (Виргинские острова), Великобритания) — английская детективная писательница, сценарист, переводчик, редактор и бывший личный помощник актёра Питера Устинова. С 1971 года член Детективного клуба.

## Биография

### Ранняя жизнь
Патрисия Пэкенхем-Уолш (англ. Patricia Pakenham-Walsh) родилась 19 января 1923 года в Дублине, Ирландия Дочь Мэрион («Молли») Стрэхем и Эрнеста Пэкенхем-Уолша, судьи Высокого суда в Мадрасе. Получила образование в школе Overstone Girls в Оверстоне, Нортгемптон. С 1939 года участвовала в защите Британии от налетов немецких самолётов с женских вспомогательных военно-воздушных силах. Самолёты, на которых летали женские экипажи, выполняли в основном технические функции, но иногда использовались для воздушной разведки.

### Работа
После войны Патрисию приняли в качестве технического помощника в команду Питера Устинова для работы над фильмом «Школа секретов» (School for Secrets, 1946). Энергичная помощница приглянулась британскому режиссёру и осталась работать в команде личным помощником режиссёра (длилось это 8 лет). Патрисия не только выполняла функции помощницы режиссёра, но и являлась соавтором сценария по роману Стивена Поттера «Школа негодяев», который был снят группой режиссёров: Робертом Хеймером, Хэлом Честером и Сирилом Франелем. Фильм был чрезвычайно популярен в свое время, а литературная основа вошла список, составленный Guardian, — 1001 великое произведение мировой литературы. Во время работы в качестве помощника редактора лондонского журнала Vogue Мойес также перевела пьесу Жана Ануйа 1940 года, «Léocadia as Time Remembered».

### Дальнейшая жизнь
В 1951 году Патрисия первый раз выходит замуж, ее мужем становится фотограф Джон Мойес, и Патрисия берет его фамилию, но когда в 1959 году Патрисия и Джон развелись менять фамилию писательница не стала, поскольку уже в этом году выходит первый роман Патрисии Мойес — «Мертвецы не катаются на лыжах». После этого Патрисия начинает регулярно публиковать романы, объединённые в серию главным героем — инспектором уголовного розыска Генри Тиббеттом (англ. Henry Tibbett). Некоторые из них были даже номинированы на премию Эдгара Аллана По.
Вторым мужем писательницы был переводчик Джеймс Хасзард, работавший в Международном суде в Гааге, а затем в Международном Валютном Фонде в Вашингтоне. Хасзард скончался в 1994 году.
Патрисия Мойес сильно любила кошек, она активно участвовала в проекте по контролю размножения диких кошек на Виргинских островах, написала две книги, посвященные кошкам («After All, They're Only Cats», 1973, и «How to Talk to Your Cat», 1991).

### Смерть
Патрисия Мойес скончалась 2 августа 2000 года в своем доме на острове Верджин-Горда (Виргинские острова), Великобритания, куда она переехала в конце 1970-х годов. Ей было 77 лет. В живых осталась ее сестра Барбара Николсон, которая проживала в Гэмпшире, Англия. Причины смерти не раскрывались.

### Серия о инспекторе Генри Тиббете
- Мертвецы не катаются на лыжах (англ. Dead Men Don’t Ski) (1959)
- Под парусом среди мертвецов (англ. The Sunken Sailor; или же Down Among the Dead Men) (1961)
- Death on the Agenda (1962)
- Убийство от-кутюр (англ. Murder à la Mode) (1963); так же в России издавался как «Специальный парижский выпуск», «Модное убийство»
- Падающая звезда (англ. Falling Star) (1964)
- Джонни под землей (англ. Johnny Under Ground) (1965)
- Murder By Threes (1966)
- Призрак убийства (англ. Murder Fantastical) (1967); так же в России издавался как «Фантастическое убийство»
- Смерть и голландский дядюшка (англ. Death and the Dutch Uncle) (1968)
- Кто подарил ей смерть? (англ. Many Deadly Returns; или же Who Saw Her Die?) (1970); так же в России издавался как «Идеальное убийство». Номинировался на премию Эдгара По в 1971 году.
- Время снега и грехов (англ. Season of Snows and Sins) (1971)
- Странное происшествие с третьей собакой (англ. Curious Affair of the Third Dog) (1973)
- Black Widower (1975)
- To Kill a Coconut (или же The Coconut Killings) (1977)
- Who is Simon Warwick? (1978)
- Angel Death (1980)
- A Six-Letter Word for Death (1983)
- Смерть на пароме (англ. Night Ferry to Death) (1985)
- Black Girl, White Girl (1989)
- Twice in a Blue Moon (1993)

### Прочие работы
- Time Remembered (пьеса, 1955); перевод пьесы Жана Ануйа «Léocadia as Time Remembered»
- Helter-Skelter (1968); книга для детей
- After All, They’re Only Cats (1973)
- How to Talk to Your Cat (1991)
- Who Killed Father Christmas? And Other Unseasonable Demises (1996)